# 国中村 (新潟県)
国中村（くになかむら）は、かつて新潟県佐渡郡にあった村。

## 地理
- 島嶼：佐渡島

## 沿革
- 1889年（明治22年）4月1日 - 町村制施行に伴い雑太郡舟下村、皆川村、目黒町村が合併し、国中村が発足。
- 1896年（明治29年）4月1日 - 郡の統合により佐渡郡に所属[1]。
- 1901年（明治34年）11月1日 - 村域を二分割し、次のように近隣自治体と合併して消滅。
  - 大字皆川・舟下 → 佐渡郡新穂村、大野村、長畝村、潟上村、田野沢村、正明寺村と合併し新穂村を新設。
  - 大字目黒町 → 佐渡郡畑野村、小倉村、栗野江村、三宮村と合併し畑野村を新設。